# Vile og Ve
Vile og Ve er i den nordiske mytologi Odins brødre, og de tilhører sammen med ham den første generation af asernes gudeæt. De er sønner af Borr og jættekvinden Bestla.
De tre brødre skabte i fællesskab det ordnede univers af urjætten Ymers krop. Snorre Sturlason fortæller endvidere, at de efterfølgende også gav liv til de første mennesker, Ask og Embla af to stykker træ; Vile gav dem forstand og bevægelse, mens Ve gav dem form, tale, hørelse og syn. Eddakvadet Völuspá fortæller imidlertid, at det var Odin, sammen med Høner og Lodur, som gav Ask og Embla liv. Ve kan derfor være synonym med Honr, Høn eller Høne, ligesom Vile måske er det med Lodur.
Snorre fortæller også, at Vile og Ve styrede Odins rige i Asgård, når han var borte. Han fortalte i Ynglingesaga, at en gang var Odin borte så længe at aserne ikke troede, at han ville komme tilbage. Derfor giftede de to brødre sig begge med Odins kone, Frigg, og delte arven mellem sig. Odin vendte dog tilbage og tog også Frigg tilbage.
På et tidspunkt forsvandt Vile og Ve dog sporløst, og Odin har styret Asgård alene lige siden.